# Hadronema
Hadronema — рід грибів. Назва вперше опублікована 1909 року.